# بيرت أندوفر (نيو برونزويك)
بيرت أندوفر (بالإنجليزية: Perth-Andover)‏ هي قرية تقع في كندا في نيو برونزويك. يقدر عدد سكانها بـ 1,778 نسمة .

## أعلام
- إدغار ريتشي
- جورج توماس بيرد
- أندريا كروفورد
- دينيس كوتيه
- لاري كينيدي